# ريتشارد لويد
ريتشارد لويد (بالإنجليزية: Richard Lloyd)‏ هو عازف قيثارة ومغني وكاتب أغاني أمريكي، ولد في 25 أكتوبر 1951 في بيتسبرغ في الولايات المتحدة.

## وصلات خارجية
- الموقع الرسمي
- ريتشارد لويد على موقع الموسوعة البريطانية (الإنجليزية)
- ريتشارد لويد على موقع ميوزك برينز (الإنجليزية)
- ريتشارد لويد على موقع أول ميوزيك (الإنجليزية)
- ريتشارد لويد على موقع ديسكوغز (الإنجليزية)